# حمض ريزدرونيك
حمض ريزدرونيك (بالإنجليزية:  Risedronic acid)‏ هو دواء يستخدم لعلاج هشاشة العظام، مرض بادجيت.

## روابط خارجية
- "حمض ريزدرونيك". المكتبة الوطنية الأمريكية للطب. بوابة المعلومات الدوائية. مؤرشف من الأصل في 2020-06-10.
- "حمض ريزدرونيك". المكتبة الوطنية الأمريكية للطب. بوابة المعلومات الدوائية. مؤرشف من الأصل في 2020-10-21.